# Gare de Pont-à-Celles
La gare de Pont-à-Celles est une gare ferroviaire belge de la ligne 117, de Braine-le-Comte à Luttre située sur le territoire de la commune de Pont-à-Celles dans la province de Hainaut en Région wallonne.
Elle est mise en service en 1847 par l'administration des chemins de fer de l'État belge. Depuis la fermeture du bâtiment aux voyageurs, c'est un point d'arrêt non gardé (PANG) à accès libre de la Société nationale des chemins de fer belges (SNCB) desservi par des trains Suburbains (S62) et Omnibus (L).

## Situation ferroviaire
La gare de Pont-à-Celles est située au point kilométrique (PK) 25,100 de la ligne 117, de Braine-le-Comte à Luttre, entre les gares de Gouy-lez-Piéton et de Luttre.

## Histoire

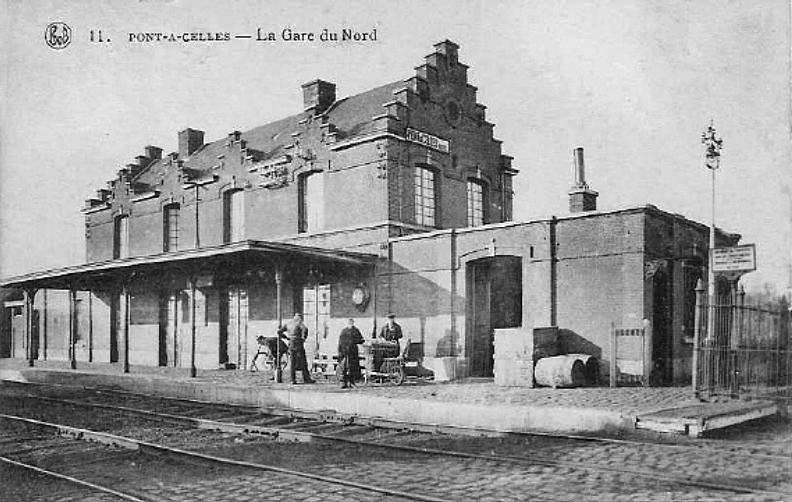
La gare vers 1900.

La halte de Pont-à-Celles est mise en service le 7 juin 1847 par l'administration des chemins de fer de l’État belge. En 1858, la gare n'a pas de voie de garage ce qui ne permet pas le chargement et le déchargement des wagons de marchandises. Elle est élevée au rang de station le 1er octobre 1860 et est équipée pour le chargement et le déchargement des wagons de marchandises. Le bâtiment des recettes primitif a fait l'objet d'un exhaussement en 1859 ; un bâtiment à étage est visible à l'extrémité des quais sur une photo représentant le bâtiment érigé en 1862.
Le 18 juin 1862 dans la salle d'attente de la gare de Bruxelles-Nord a lieu l'adjudication publique du bâtiment des recettes, de trottoirs (quais), d'un auvent (marquise) et d'un pavillon pour les sanitaires. Comme à Gouy-lez-Piéton, il s'agit d'un bâtiment de gare "à pignons à redents" correspondant au premier type de gare construit en de nombreux exemplaires sur le réseau de l’État belge. Les pignons transversaux mais aussi ceux en surplomb des quatre baies de l'étage employaient une disposition en gradins d'inspiration néo-renaissance flamande. Ces décorations ont été retirées au cours du XXe siècle.
Elle était désignée, gare de Pont-à-Celles nord, pour la distinguer de la gare de Pont-à-Celles sud, qui se trouvait sur la ligne 120 (disparue). C'est seulement en 1978 que la gare reprend son nom actuel.
En 1979, la gare devient un point d'arrêt sans personnel, la gestion de la gare est assurée par la gare de Luttre.

## Service des voyageurs

### Accueil
C'est un point d'arrêt non gardé (PANG) à accès libre. L'achat des tickets s'effectue un automate de vente et la traversée des voies s'effectue par le passage à niveau.

### Desserte
Pont-à-Celles est desservie par des trains Suburbains (S62) de la SNCB qui effectuent des missions sur la ligne commerciale 117 (voir brochure de la ligne 117).
En semaine, la desserte comprend des trains de la ligne S62 du RER de Charleroi reliant Luttre à Charleroi-Central via La Louvière (toutes les heures), ainsi que deux trains S62 supplémentaires aux heures de pointe : un reliant Luttre à La Louvière-Sud le matin et un de Luttre à Manage l’après-midi.
Les week-ends et jours fériés, des trains L de Charleroi-Central à La-Louvière-Centre via Luttre, repartant ensuite vers Charleroi-Central via la ligne 112, desservent Pont-à-Celles toutes les deux heures.

## Comptage voyageurs
Le graphique et le tableau montrent le nombre de passagers qui en moyenne embarquent durant la semaine, le samedi et le dimanche.
| Nombre de voyageurs qui embarquent à la gare de Pont-à-Celles | Nombre de voyageurs qui embarquent à la gare de Pont-à-Celles | Nombre de voyageurs qui embarquent à la gare de Pont-à-Celles | Nombre de voyageurs qui embarquent à la gare de Pont-à-Celles |
|                                                               | Semaine                                                       | Samedi                                                        | Dimanche                                                      |
| ------------------------------------------------------------- | ------------------------------------------------------------- | ------------------------------------------------------------- | ------------------------------------------------------------- |
| 1977                                                          | 182                                                           | 29                                                            | 18                                                            |
| 1978                                                          | 187                                                           | 30                                                            | 18                                                            |
| 1979                                                          | 194                                                           | 43                                                            | 21                                                            |
| 1980                                                          | 222                                                           | 15                                                            | 27                                                            |
| 1981                                                          | 241                                                           | 39                                                            | 27                                                            |
| 1982                                                          | 300                                                           | 47                                                            | 42                                                            |
| 1983                                                          | 276                                                           | 55                                                            | 44                                                            |
| 1984                                                          | 249                                                           | 54                                                            | 42                                                            |
| 1985                                                          | 206                                                           | 43                                                            | 29                                                            |
| 1986                                                          | 207                                                           | 50                                                            | 27                                                            |
| 1987                                                          | 203                                                           | 49                                                            | 23                                                            |
| 1988                                                          | 285                                                           | 94                                                            | 72                                                            |
| 1989                                                          | 238                                                           | 61                                                            | 51                                                            |
| 1990                                                          | 271                                                           | 77                                                            | 67                                                            |
| 1991                                                          | 252                                                           | 75                                                            | 53                                                            |
| 1992                                                          | 282                                                           | 73                                                            | 53                                                            |
| 1993                                                          | 223                                                           | 61                                                            | 56                                                            |
| 1994                                                          | 275                                                           | 67                                                            | 43                                                            |
| 1995                                                          | 278                                                           | 43                                                            | 38                                                            |
| 1996                                                          | 277                                                           | 65                                                            | 42                                                            |
| 1997                                                          | 221                                                           | 42                                                            | 44                                                            |
| 1998                                                          | 172                                                           | 36                                                            | 28                                                            |
| 1999                                                          | 218                                                           | 48                                                            | 24                                                            |
| 2000                                                          | 230                                                           | 27                                                            | 22                                                            |
| 2001                                                          | 194                                                           | 25                                                            | 12                                                            |
| 2002                                                          | 163                                                           | 26                                                            | 18                                                            |
| 2003                                                          | 202                                                           | 27                                                            | 15                                                            |
| 2004                                                          | 215                                                           | 18                                                            | 32                                                            |
| 2005                                                          | 206                                                           | 30                                                            | 25                                                            |
| 2006                                                          | 230                                                           | 33                                                            | 24                                                            |
| 2007                                                          | 200                                                           | 34                                                            | 26                                                            |
| 2008                                                          | -                                                             | -                                                             | -                                                             |
| 2009                                                          | 129                                                           | 22                                                            | 12                                                            |
| 2010                                                          | -                                                             | -                                                             | -                                                             |
| 2011                                                          | -                                                             | -                                                             | -                                                             |
| 2012                                                          | 174                                                           | 29                                                            | 12                                                            |
| 2013                                                          | 186                                                           | 6                                                             | 15                                                            |
| 2014                                                          | 170                                                           | 18                                                            | 9                                                             |
| 2015                                                          | 119                                                           | 18                                                            | 8                                                             |
| 2016                                                          | 108                                                           | 16                                                            | 14                                                            |
| 2017                                                          | 89                                                            | 20                                                            | 9                                                             |
| 2018                                                          | 86                                                            | 21                                                            | 17                                                            |
| 2019                                                          | 112                                                           | 25                                                            | 10                                                            |
| 2020                                                          | 54                                                            | 19                                                            | 19                                                            |
| 2021                                                          | -                                                             | -                                                             | -                                                             |
| 2022                                                          | 93                                                            | 25                                                            | 24                                                            |
| 2023                                                          | 99                                                            | 32                                                            | 24                                                            |
| 2024                                                          | 84                                                            | 23                                                            | 14                                                            |

## Patrimoine ferroviaire
Appartenant au même type Etat belge que celui de la gare de Gouy-lez-Piéton, le bâtiment des recettes a été démoli après la fermeture des guichets. Seule subsiste la maison du garde-barrière, à l'état de ruine.